# 13. podmorniška flotilja (Wehrmacht)
Za druge 13. flotilje glejte 13. flotilja.
13. podmorniška flotilja je bila bojna podmorniška flotilja v sestavi Kriegsmarine med drugo svetovno vojno.

## Zgodovina
Leta 1941 se je pričela gradnja podmorniškega oporišča v Trondheimu na Norveškem. Dela so bila končana leta 1943, ko je oporišče postalo domača baza 13. podmorniške flotilje. 13. podmorniška flotilja je bila bojna flotilja in je iz Trondheima delovala vse do konca druge svetovne vojne, maja 1945.

## Baze
- junij 1943 - maj 1945: Trondheim

## Podmornice
Razredi podmornic
- VIIC, VIIC41

Seznam podmornic
- U-212, U-251, U-255, U-277, U-278, U-286, U-288, U-289, U-293, U-294, U-295, U-299, U-302, U-307, U-310, U-312, U-313, U-315, U-318, U-354, U-360, U-362, U-363, U-365, U-366, U-387, U-425, U-427, U-586, U-601, U-622, U-625, U-636, U-639, U-668, U-673, U-703, U-711, U-713, U-716, U-737, U-739, U-742, U-771, U-921, U-956, U-957, U-959, U-965, U-968, U-992, U-994, U-995, U-997, U-1163

## Poveljstvo
Poveljnik
- Kapitan fregate Rolf Rüggeberg (junij 1943 - 8. maj 1945)